# Ölbo
Ölbo är en by  i Hedesunda socken, Gävle kommun. Ölbo ligger vid Ölboån som rinner ut i Dalälven. Bebyggelsen avgränsades före 2015 till en småort för att därefter ingå i tätorten Berg.
I byn finns bäver med sina bäverhyddor. 

## Sågverk
Åtminstone från 1700-talet fram till branden 1963 har det funnits sågverk i Ölbo. Upp mot 40 000 timmer sågades årligen. Här fanns förutom sågen även kvarn, smedja och snickeriverkstad. Totalt var cirka 50 personer sysselsatta vid dessa industrier i Ölbo. Till detta ska läggas alla de skogsarbetare som avverkade timmer för sågens försörjning. Sågen har drivits både med vattenkraft från ån och med en ångmaskin.    

## Historia
Nära byn ligger fornborgen Kittilberget. 
Ölbo finns omnämnt i skriftliga källor från år 1401, 1416 och 1461. Byn kallades tidigare Ölebo, Öhlboo och Ölleboda.
I sina register från Ölbo har Statens historiska museum spjut, yxa, tveeggat svärd och pilspetsar från järnåldern.